# Pseuderimerus flavus
Pseuderimerus flavus är en stekelart som först beskrevs av Nikol'skaya 1952.  Pseuderimerus flavus ingår i släktet Pseuderimerus och familjen gallglanssteklar. Inga underarter finns listade i Catalogue of Life.